# قرمزداش
قرمزداش (بالفارسية: قرمزداش) هي قرية تقع في أذربيجان الغربية في إيران. يقدر عدد سكانها بـ 78 نسمة بحسب إحصاء 2016.